# ابن الأرندلي (مسلسل)
ابن الأرندلي ميلودراما مصرية من بطولة يحيى الفخراني بدور "عبد البديع الأرندلي" محام يرث إرثا من أحد أقربائه  ودلال عبد العزيز بدور زوجته ومعالي زايد بدور إحدى قريباته تشاركه الإرث. كما يشارك في العمل كل من يوسف داوود بدور نوح الأرندلي وعبد العزيز مخيون ووفاء عامر ورجاء الجداوي وحسن الرداد. المسلسل قصة وليد يوسف وإخراج السورية رشا هشام شربتجي. وقد شارك الممثلون السوريون في هذا العمل مثل سليم كلاس ولورا أبو أسعد ومحمد قنوع.

## الإنتاج
تم تصوير المسلسل في مدينة الإنتاج الإعلامي بالقاهرة ومن إنتاج شركة محمد فوزي للأفلام وأوسكار للتسجيلات الفنية وذلك سنة 2009. وقد بدأ عرضه ابتداء من أول رمضان لسنة 1430 هـ. كتب أيمن بهجت قمر تيتر المسلسل وقام بتلحينه محمود طلعت وغنته المطربة نانسي عجرم.

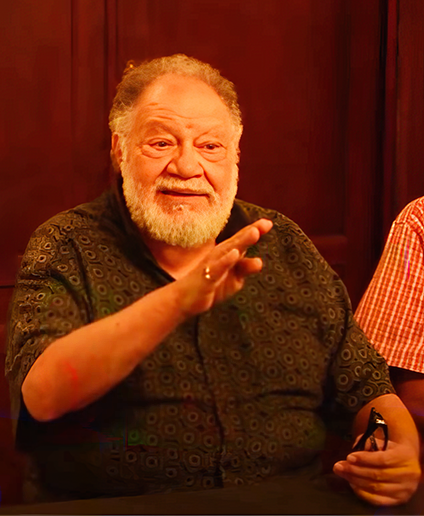
يحيى الفخراني في دور عبد البديع الأرندلي

## نتائج العرض
وقيل أن أحد مسؤولي اتحاد الإذاعة والتلفزيون المصري قد صرح أن هذا المسلسل قد حقق بعد أسبوع من بداية عرضه أعلى نسبة مشاهدة بين المسلسلات المعروضة خلال شهر رمضان لسنة 1430 هـ على جميع القنوات المصرية.